# BoyWithUke
BoyWithUke（2002年8月25日（22歳）生まれ、ボーイウィズユーク）は、アメリカ合衆国のシンガーソングライター、音楽プロデューサー。ウクレレを用いた音楽スタイルで人気を博し、2021年10月21日にYouTubeにアップされた「Toxic」は1億回以上再生されている。

## 来歴
2020年、弟に紹介されたことをきっかけにTikTokでの音楽活動を始める。
2021年1月22日、初のアルバムである「Melatonin Dreams」をリリースした。この頃からアーティストとしての活動が本格化し始め、TikTokでの活動の傍ら、年内にアルバムをさらに1枚、EPを2本、シングルを2曲リリース。シングルの「Toxic」はTikTokを中心に大ヒットし、米国ビルボード・オルタナティヴ・ソングスでは1位を記録した。
同年、レコード会社であるリパブリック・レコードと契約。
2022年1月21日、シングル「Long Drives」をリリース。3月18日にはブラックベアとのコラボレーションシングルである「IDGAF」をリリースした。
同年5月6日、「Long Drives」「IDGAF」「Toxic」の3曲を含んだ計11曲のアルバム「Serotonin Dreams」をリリース。同アルバムはBillboard 200に72位でランクインし、そのうち4曲がHot Rock & Alternative Songsにランクインした（12位に「IDGAF」、15位に「Toxic」、21位に「Understand」、43位に「Long Drives」）。
同年9月30日、Oliver Treeとのコラボレーションシングルの「Sick Of U」をリリース。
2023年10月6日、4作目のアルバムとなる「Lucid Dreams」をリリースした。過去の3作同様”Dreams”で終わるアルバム名となっているが、彼はX上で「『Lucid Dreams』は最後の”Dreams”アルバムになる」と明言している。
この5日後、ファンへの感謝とマスクを付けることへの苦悩について述べたメッセージを添え、Instagram上で素顔を公開した。

## 人物
ボーイウィズユークはプライベートな情報を極力隠す姿勢で知られていますが、これまでに断片的に明かされた経歴があります。アメリカ・マサチューセッツ州ボストン在住で、出生地は韓国・大邱（テグ）出身。4歳からクラシック音楽の英才教育を強いられていましたが、後に一旦音楽から離れる決断をします。しかし高校時代に作詞作曲と出会い、再び音楽への情熱に目覚めました。
本名を明かさず、マスクをつけてパフォーマンスをする現在のスタイルに至った理由について、「声が原因でいじめを受けていた時期があって、歌っているのが自分だと知られたらどう思われるかが怖かった。マスクがあれば、他の人からの視線を気にせずに活動できるし、容貌よりも音楽にもっと集中してもらえると思った」とし、マスク自体については「Amazonで買った」と語っている。
現在も「音楽そのもの」に焦点を当てた活動を続けており、過去の経歴や私生活については「作品を通じて少しずつ伝えていければ」と控えめに語っています。アーティストとしての哲学とプライベートのバランスに、ファンからの信頼が集まる理由が窺えるエピソードです。
ウクレレを弾き始めた経緯については、「今の彼女と付き合う前、友達がタレント・ショーでウクレレを弾いている動画を見せてくれて、心を動かされた。僕もウクレレを練習して、彼女を魅了しようと思ったんだ」と語っている。
作曲には、高校で習ったソフトウェアの「今までで学んだ中で1番重要なもの」であるGarageBandを使用している。
しかし最近では、Mac用の本格DAWソフトであるロジック・プロへの移行を進めており、より高度な音響加工やプロ仕様のミキシングを追求中。ガレージバンドで磨いたシンプルなメロディ構築力を土台に、ロジック・プロの多機能性を活用することで、楽曲の表現の幅がさらに拡大しているようです。

## コンサート
ボーイズ・ウィズ・ユースは2023年5月30日、アジアツアーの一環で来日し、恵比寿のリキッドルームで公演を実施。そして約2年後の2025年3月19日、ラストアルバムとなる「Burnout」を携えた再来日公演がザ・ガーデンホール（同じ恵比寿エリア）で決定しました。
彼は、今後も東京や日本の他の都市に来る可能性が非常に高いかもしれません。彼の人気とファンの熱意を考えると、次のツアーでの来日が期待されます。特に、彼の最新アルバム「Burnout」を引っ提げたツアーが進行中であり、ファンの皆さんは彼の音楽を生で体験できるチャンスが増えるでしょう。

## ディスコグラフィー

### アルバム
1. Melatonin Dreams (2021年1月22日)
2. Fever Dreams (2021年6月4日)
3. Serotonin Dreams (2022年5月6日)
4. Lucid Dreams (2023年10月6日)
5. Burnout (2024年11月15日)

### EP
- Trouvaille (2021年3月5日)
- Faded (2021年9月10日)
- Antisocial (2023年2月24日)

### シングル
- Toxic (2021年10月29日)
- Long Drives (2022年1月21日)
- IDGAF (2022年3月18日)
- Sick of U (2022年9月30日)
- Rockstar (2023年2月10日)
- Out Of Reach (2023年4月7日)
- Trauma (2023年8月4日)
- Migraine (2023年9月22日)
- Can you feel it? (2024年5月31日）
- Ghost (2024年8月1日)